# Die Frau am Weg
Die Frau am Weg ist ein österreichisches Filmdrama aus dem Jahre 1948 von Eduard von Borsody (Regie) und Willi Forst (Produktion) mit Brigitte Horney in der Titelrolle. Das Drei-Personen-Stück war zugleich Horneys erste Nachkriegsproduktion und basierte auf dem gleichnamigen Schauspiel von Fritz Hochwälder und der Novelle Der Flüchtling von Georg Kaiser.

## Handlung
Irgendwo in den Alpen zur Zeit der nationalsozialistischen Gewaltherrschaft in „Groß-Deutschland“. Während eines Transports von Häftlingen in ein nazistisches Konzentrationslager gelingt es einem der Häftlinge, einem namenlos bleibenden Flüchtling, zu entkommen. Er findet ein Versteck bei Christine Rupp, der Frau eines pflichtvergessenen Zöllners an der Grenze zur Schweiz. Christine, die seit zehn Jahren in einer lieblosen Ehe gefangen ist, kümmert sich aufopferungsbereit um den Mann, der um sein Leben fürchten muss. 
Im Lauf der Zeit verliebt sich die titelgebende „Frau am Weg“ in die Freiheit in den Flüchtling, und Christine beschließt, ihren inzwischen ungeliebten Mann zu verlassen und mit dem Fremden in die Schweiz zu fliehen, um dort eine gemeinsame Zukunft zu beginnen. Erst spät bemerkt Rupp die Absicht seiner Gattin und will sie davon abhalten. Während er versucht, das Paar an der Flucht in die Schweiz zu hindern, wird er von den eigenen Leuten für einen Flüchtling gehalten und erschossen, während Christine mit ihrem Liebhaber in die Freiheit entkommt.

## Produktionsnotizen
Die Frau am Weg entstand Mitte 1948 in Thiersee (Behelfsatelier und Außenaufnahmen) und wurde am 12. Oktober desselben Jahres in Wien uraufgeführt. In Deutschland lief der Film am 30. Dezember 1948 in Baden-Baden an, Berliner Premiere war am 14. September 1949.
J. A. Vesely übernahm die Produktionsleitung. Julius von Borsody entwarf die Filmbauten, Helga Tramberger die Kostüme.

## Kritiken
“Zwei Vorspann-Texttafeln: »Die Geschichte spielt in einem Dorf hoch oben in den Bergen Österreichs und nahe der Grenze, deren Passage sieben Jahre lang für viele die letzte Hoffnung bedeutete.« »Die Personen sind frei erfunden. Trotzdem sind sie uns, die wir in diesem Lande leben, gut bekannt. Ihr, die ihr draußen lebt, kennt sie nicht. Aber – könnte diese Geschichte nicht auch in Eurem Lande spielen, wenn es, allein gelassen von der Welt, seiner Freiheit beraubt würde?« Wie schon bei ARLBERG-EXPRESS erweist sich Eduard von Borsody auch bei diesem Heimat-noir-Zeitfilm als Paranoia-Kino-Könner.”
Das Lexikon des Internationalen Films urteilte: „Überspitzt konstruierter Problemfilm in wenig überzeugender Regie.“